# Взятие Лхасы (1717)
Взятие Лхасы (1717) — взятие Лхасы джунгарами (ойратами) под предводительством Цэрэн-Дондоба. В результате нашествия пал последний хошутский правитель Тибета Лхавзан-хан.

## Предыстория
Лхавзан-хан (1703—1717) — глава племени хошутов, сын Далай-хана, внук Гуши-хана. Со времен Гуши хошуты утратили реальную власть в Лхасе, которая отошла к регенту. Лхавзан-хан принял решение изменить положение дел.
С одобрения своего союзника, китайского императора Канси, он напал на Лхасу в 1705 году, чтобы сместить Сангье Гьяцо, который вёл двойную политику и открыто выступал против хана. В решающей битве регент потерял 400 человек и был убит. Лхавзан-хан обвинил в измене и 6-го Далай-ламу, которого он хотел отправить в Пекин, но тот умер по дороге. Пошли слухи, что его отравили по приказу хана. Затем без согласования с представителями самой религии был выдвинут новый Далай-лама. Тибетцы и противники хана отказались признать новую кандидатуру. Канси сначала поддержал хана, но потом, учитывая оппозицию других тибетцев и хошутов, предоставил защиту и помощь Кэлсангу Гьяцо в Кумбуме.

## Война с джунгарами
Тибетцы обратились к джунгарскому правителю Цэван-Рабдану за помощью, и он прислал 6000 воинов под командованием Цэрэн-Дондоба, которое нанесло поражение Лхавзан-хану в 1717 году. Сам правитель погиб. Джунгарское войско численностью в 300 человек попыталось захватить Кэлсанга Гьяцо из Кумбума, но было разбито отрядом китайского императора. Тибетцы сначала встречали джунгаров как освободителей, однако из-за разграбления Лхасы захватчики потеряли расположение местных жителей.